# 山本麟一
山本 麟一（やまもと りんいち、1927年〈昭和2年〉1月16日 - 1980年〈昭和55年〉10月16日）は、日本の俳優。愛称は山麟（ヤマリン）。北海道旭川市出身。

## 来歴・人物
札幌市の北海中学出身。明治大学時代はラグビー部に所属し、1946年12月8日に神宮競技場で行われた明早戦にロック（4番）のポジションで出場。
卒業後の1953年、第1期東映ニューフェイスとして東映へ入社。翌年『学生五人男』に主演デビュー。以後『警視庁物語シリーズ』（全24作）の刑事役、『網走番外地シリーズ』の囚人役・看守役など、主にアクション映画の脇役・悪役として活躍。特に1960年代後半以降のヤクザ映画では悪役として活動し、『日本侠客伝シリーズ』、『昭和残侠伝シリーズ』における強面のヤクザ役を演じた。大学の後輩である高倉健からの信頼も厚く、共演作品は数多い。『昭和残侠伝 死んで貰います』では、運命に転がされるヤクザの観音熊を演じた。
1970年にフリーとなり、テレビドラマでも刑事ドラマや時代劇に多数出演。テレビ朝日『浮浪雲』、日本テレビ『大追跡』などではコミカルな演技も見せ、後期はスキンヘッド姿で出演することが多かった。晩年はバラエティ番組にも多く出演している。また、狩猟を趣味としていたことから、故郷の北海道にも拠点を構え、同地に移住した倉本聰とも交流があった。
1980年、肝腎症候群癌性悪液質のため53歳で死去した。普段からウェイト・トレーニングを欠かさないなど、人一倍体力に自信を持っていたこともあり（本人が診察を受けるのを嫌がり）、病気の発見が遅れ、入院してから急速に病状が悪化した。
八名信夫ら後輩の悪役俳優たちから信頼されており、八名は山本の没後に、その墓前で涙ながらに悪役商会結成の報告を行ったという。
1984年に妻の山本為世子（1948年生まれで、二回り年の差があった）による回想記『愛すべきガキ大将』（弥生書房）が出版されたが、現在、一般社団法人映像コンテンツ権利処理機構においては不明権利者とされている。

## エピソード
やまさき十三・弘兼憲史の漫画『夢工場』の第16話「ボトル一本」では、巨漢で酒豪の俳優として山本麟一が登場する。劇中では主人公の助監督・畑俊平と新宿ゴールデン街で楽しく飲み明かすも後日亡くなり、3か月後に同じ店に俊平が現れ、生前に山本が入れた「俊平ちゃん」と書かれたボトルを飲みながら偲ぶ挿話が描かれており、最後に「山本麟一、享年五十三歳　…でっかくて不器用でしかし、カツドウ屋の心をいっぱい持った俳優の名を僕は忘れない―」という言葉で締められている。原作のやまさきの前職は東映の助監督だった。
性豪。同一女性と一晩に11回セックスしたといわれる絶"麟"。

## 出演作品

### 映画
- 学生五人男シリーズ （1954年 - 1955年）
- 姿三四郎 第一部・第二部 （1955年） - 壇義麿
- 終電車の死美人（1955年） - 大橋新平
- 警視庁物語シリーズ （1956年 - 1964年）
- 三つ首塔 （1956年）
- 月光仮面 絶海の死斗 （1958年）
- 月光仮面 怪獣コング （1959年）
- 遊星王子 （1959年）
- 遊星王子 恐怖の宇宙船 （1959年）
- 多羅尾伴内 七つの顔の男だぜ （1960年）
- 大いなる旅路 （1960年） - 神崎五郎
- 花と嵐とギャング （1961年）
- 悪魔の手毬唄（1961年）
- 誇り高き挑戦 （1962年）
- 宮本武蔵 般若坂の決斗 （1962年）
- 柔道一代 （1963年） - 中山仙造
- 人生劇場 飛車角 （1963年） - 浜勝
- 人生劇場 続飛車角 （1963年） - 浜勝
- ギャング同盟 （1963年）
- 昭和侠客伝 （1963年） - 辰
- ギャング忠臣蔵 （1963年）
- 人生劇場 新・飛車角 （1964年）
- 大殺陣 （1964年） - 日下仙之助
- 監獄博徒（1964年）
- 幕末残酷物語 （1964年） - 薩摩浪人
- 徳川家康 （1965年） - 長坂血槍九郎
- 飢餓海峡 （1965年） - 和尚
- にっぽん泥棒物語（1965年） - 田島
- 関東流れ者 （1965年） - 留吉
- 関東やくざ者 （1965年） - 留吉
- 明治侠客伝 三代目襲名 （1965年） - 中井徳松
- 昭和残侠伝 （1965年） - 羽賀明
- 網走番外地 北海篇 （1965年） - 十九番
- ひも（1965年） - 花山
- 昭和残侠伝 唐獅子牡丹 （1966年） - 左右田弥市
- 日本侠客伝 血斗神田祭り （1966年） - 松吉
- 博徒七人 （1966年） - 一貫
- 網走番外地 荒野の対決 （1966年） - 小暮監守
- 網走番外地 吹雪の斗争 （1967年） - 辰
- 続・組織暴力 （1967年、東映）
- 博徒解散式 （1968年） - 片腕
- 裏切りの暗黒街 （1968年） - 田熊源太郎
- 緋牡丹博徒 （1968年） - フグ新
- 新網走番外地 （1968年） - 喧嘩常
- 手錠無用（1969年）
- 戦後最大の賭場（1969年） - 五木常男
- 日本侠客伝 花と龍 （1969年）
- 日本暴力団 組長 （1969年）
- 昭和残侠伝 唐獅子仁義 （1969年） - 峰岸竜平
- 新網走番外地 さいはての流れ者 （1969年） - 若島
- やくざ刑事シリーズ
  - やくざ刑事 （1970年） - 大倉
  - やくざ刑事 恐怖の毒ガス （1971年） - 岩切大蔵
- 不良番長 一攫千金 （1970年）
- 捨て身のならず者 （1970年）
- 日本暴力団 組長くずれ （1970年）
- 日本女侠伝 鉄火芸者 （1970年）
- 新網走番外地 大森林の決斗 （1970年） - 嵐田源次
- 昭和残侠伝 死んで貰います （1970年） - 観音熊
- 最後の特攻隊（1970年） - 堂本上飛曹
- 新網走番外地 吹雪のはぐれ狼 （1970年） - 五十嵐
- 博徒外人部隊 （1971年） - 波照間
- 日本女侠伝 血斗乱れ花 （1971年）
- 関東幹部会（1971年）
- 日本侠客伝 刃 （1971年）
- ごろつき無宿 （1971年）
- 関東破門状（1971年）
- 暴力団・乗り込み（1971年）
- 新網走番外地 嵐呼ぶ知床岬 （1971年） - 大熊
- 新網走番外地 吹雪の大脱走 （1971年） - 熊沢
- 喜劇 女は男のふるさとヨ （1971年） - 刑事
- 夜のならず者 （1972年）
- 日本暴力団 殺しの盃 （1972年）
- 望郷子守唄（1972年）
- 新網走番外地 嵐呼ぶダンプ仁義 （1972年） - 赤沢
- 昭和おんな博徒 （1972年）
- 木枯し紋次郎（1972年） - 捨吉
- 夜の女狩り（1972年） - 隈井忠二
- 木枯し紋次郎　関わりござんせん（1972年） - 今市の金蔵
- 昭和残侠伝 破れ傘 （1972年） - 鬼首鉄五郎
- やくざと抗争 実録安藤組（1973年） - ドス健
- 花と龍 青雲篇 愛憎篇 怒濤篇 （1973年） - 平尾角助
- 三池監獄 兇悪犯（1973年） - 生島猛人
- ボディガード牙 （1973年） - 熊沢猛
- 山口組三代目 （1973年） - 関精義
- 戦争と人間 完結編 （1973年） - 辻政信中佐
- 仁義なき戦い 代理戦争 （1973年） - 宮地輝男　※モデルは地道行雄
- 野良犬（1973年） - 捜査主任
- 海軍横須賀刑務所 （1973年） - 牢名主
- 大事件だよ全員集合!!（1973年） - 神崎
- 激突! 殺人拳 （1974年） - 九龍のディンサウ
- ジーンズブルース 明日なき無頼派 （1974年） - 堀田
- 山口組外伝 九州進攻作戦 （1974年） - 河島元哉
- 修羅雪姫 怨み恋歌 （1974年） - 丸山警部
- ルパン三世 念力珍作戦 （1974年） - 原九郎兵衛
- 三代目襲名 （1974年） - 岡精義
- あゝ決戦航空隊 （1974年） - 阿南惟幾
- あばよダチ公 （1974年） - 源太郎
- 大脱獄 （1975年） - 梶政
- 帰って来た女必殺拳 （1975年） - 王龍明
- 横浜暗黒街 マシンガンの竜 （1976年） - 古屋政治
- 新仁義なき戦い 組長最後の日 （1976年） - 栗原岩男
- ラグビー野郎 （1976年） - 熊田大五　※ラグビー技術指導も担当
- 男組 少年刑務所（1976年） - 神竜壮一郎
- 夜明けの旗 松本治一郎伝 （1976年） - 田上大佐
- 新・女囚さそり 701号 （1976年） - 高村刑務所長
- 嗚呼!! 花の応援団 役者やのォー （1976年） - 悪心会会長
- 日本の仁義 （1977年） - 浅見信太郎
- 姿三四郎（1977年） - 問屋柔山
- 瞳の中の訪問者（1977年） - たわし刑事
- 冬の華 （1978年） - 大谷五郎
- 愛の亡霊 （1978年） - 倉造
- 雲霧仁左衛門 （1978年） - 暁星右衛門
- 日蓮（1979年） - 依智直重
- 悪魔が来りて笛を吹く （1979年） - 目賀重亮
- 黄金のパートナー（1979年） - 笹島
- 金田一耕助の冒険 （1979年） - 森友吉（片桐五郎）
- 英霊たちの応援歌 最後の早慶戦（1979年） - 土浦航空隊司令
- 処刑遊戯 （1979年） - 藤田
- はだしのゲン PART3 ヒロシマのたたかい（1980年） -岡内組長
- 将軍 SHŌGUN （1980年） - 義仲

### テレビドラマ
- 七色仮面（1959年）
- 三匹の侍
  - 第4シリーズ 第16話「秘宝」（1967年）
  - 第5シリーズ 第24話「殺生封印切り」（1968年） - 悪僧
  - 第6シリーズ 第14話「俺は抜かない」（1969年） - 鳳三十郎
- 刑事さん（1967年 - 1968年） - 金子刑事
- 銭形平次
  - 第71話「稲妻組御用」（1967年） - 勘次
  - 第650話「十手無情」（1978年）
  - 第659話「さらわれた同心」（1979年） - 火の玉仁佐ヱ門
- ローンウルフ 一匹狼 第23話「パリ行461便」（1968年）
- 風 第27話「群狼の町」（1968年）
- 日本剣客伝 第4話「塚原卜伝」（1968年）
- ザ・ガードマン（TBS / 大映テレビ室）
  - 第155話「絶望の３６時間」（1968年）
- キイハンター
  - 第25話「現金を怖がる泥棒」（1968年）
  - 第50話「空中サーカス強盗団」（1969年）
- 天と地と（1969年） - 股野
- 孤独のメス 第2話「兄弟仁義」（1969年） - 須田
- 素浪人 花山大吉 第29話「腹の虫が怒っていた」（1969年） - 隆元
- 無用ノ介 第17話「おいらの好きな無用ノ介」 （1969年） - 黒阿弥
- フラワーアクション009ノ1 第2話「銃口はミニを狙う」（1969年） - キム将軍
- ゴールドアイ 第2話「脱獄12時間」(1970年） - 青木 ※山本りん一名義
- 柳生十兵衛 第24話「サムライ」（1971年）
- 徳川おんな絵巻 第19話「可愛い悪魔」・第20話「呪われた恋」（1971年）
- 特別機動捜査隊 第496話「闇の中」(1971年） - 原田
- 清水次郎長
  - 第13話「男の誓いは桶のたが」（1971年）　-赤潮銀次
  - 第35話「おめでとう清水港」（1972年）　- 江尻の岩五郎
- 江戸巷談 花の日本橋 第1回「髪結いおしま捕物帖」（1971年） - 岩松
- ターゲットメン（1971年）
  - 第5話「こぶら男の大逆襲」
  - 第10話「二つの顔をもつ男」
- 新・平家物語（1972年） - 実相坊
- 眠狂四郎（田村正和版） 第26話「狂四郎に明日はない」（1972年）
- 木枯し紋次郎
  - 第1シーズン 第6話「大江戸の夜を走れ」（1972年） - 白狐の源六
  - 第2シーズン 第1話「馬子唄に命を託した」（1972年） - 和久井の新六
- 長谷川伸シリーズ 第7話「一本刀土俵入（後編）」（1972年） - 儀十
- 隼人が来る 第4話「上州の暴れん坊」（1972年）
- 太陽にほえろ!
  - 第26話「みんな死んでしまった」（1973年） - 山口
  - 第162話「したたかな目撃者」（1975年） - 上条
- 恐怖劇場アンバランス 第7話「夜が明けたら」（1973年） - 納谷刑事
- ワイルド7 第25話「スパイダーの最後」（1973年） - ゴールデン・サタン
- どっこい大作 第10話「怒りに赤い花が咲く」・第11話「呪いの味をうち砕け!」（1973年） - 高井銀次郎
- 子連れ狼
  - 第1部 第3話「鳥に翼 獣に牙」（1973年） - 世羅入道
  - 第3部 第3話「来ない明日へ」（1976年） - 地獄道の竜左
- サスペンスシリーズ / 人妻恐怖・地獄道路（1973年） - 中西
- 江戸を斬る（TBS / C.A.L） 
  - 江戸を斬る 梓右近隠密帳 第6話「曲垣流霞隠れ」（1973年） - 大坪玄蕃
  - 江戸を斬るII 第13話「鱈に当たって死んだ奴」（1976年） - 八造
  - 江戸を斬るIII 第7話「殺しの爪痕」（1977年） - 亀蔵
  - 江戸を斬るIV 第3話「男はつらいよ十手風」（1979年） - 黒牛の三蔵
  - 江戸を斬るV 第7話「御用金奪還! 暁の追跡」（1980年） - 天魔の仁蔵
- 必殺シリーズ (ABC / 松竹） 
  - 必殺仕置人 第26話「お江戸華町未練なし」（1973年） - 仁王門の寅松
  - 助け人走る 第28話「国替大精算」（1974年） - 銀蔵
  - 暗闇仕留人 第5話「追われて候」（1974年） - 白川検校
  - 必殺仕置屋稼業 第26話「一筆啓上脅迫が見えた」（1975年） - 弥七
  - 必殺からくり人 第10話「お上から賞金をどうぞ」（1976年） - 円蔵
  - 新・必殺仕置人 第2話「情愛無用」（1977年） - 道玄（己代松の兄・徳三）
  - 新・必殺からくり人 第9話「東海道五十三次殺し旅 鳴海」（1978年） - 鳴海の重蔵
  - 江戸プロフェッショナル 必殺商売人 第26話「毒牙に噛まれた商売人」（1978年） - 蛭子屋卯兵ヱ
  - 翔べ! 必殺うらごろし 第1話「仏像の眼から血の涙が出た」（1978年） - 三ツ目の重蔵
- 唖侍 鬼一法眼 第7話「くちなしの別れ路」（1973年） - 河村道寛
- 天皇の世紀 第2部（伊丹十三演出）・第25回 武士の城（1974年） - 世良修蔵
- ぶらり信兵衛 道場破り 第17話（1974年） - 道場主
- 花の生涯（1974年）
- 闘え! ドラゴン（1974年） - 暗闇の虎
- 非情のライセンス 第1シリーズ 第50話「兇悪の陽だまり」（1974年） - 森戸重蔵
- 白い牙 第1話「悪徳刑事・有光洋介」（1974年） - 権堂
- 右門捕物帖 第6話「裏切り」（1974年） - つむじ風
- おしどり右京捕物車 第6話「奪」（1974年） - 政五郎
- 水戸黄門
  - 第1部 第20話「父を尋ねて -鯖江-」（1969年）　-　太田黒一平
  - 第5部 第11話「弥七の幽霊 -福知山-」（1974年） - 黒崎の権太
  - 第6部 第9話「偽黄門さまの助太刀 -福岡-」（1975年） - 河上玄五郎
  - 第11部 第21話「初春 黄門さまの用心棒 -秩父-」（1981年） - 角屋吉兵衛
- 大岡越前
  - 第4部 第10話「大江戸無法地帯」（1974年12月9日）- 大八
  - 第5部 第25話「誘拐された雪絵」（1978年7月24日） - 霞の為蔵
- 座頭市物語 第7話「市に小鳥がとまった」（1974年11月14日、CX / 勝プロ） - 角政
- 運命峠 第6話「みだれ雲愛と剣」（1974年） - 勘兵衛
- 東芝日曜劇場 あぁ!新世界（1975年2月2日、HBC） - 五味川金助
- プレイガールQ 第12話「女の敵は女」（1974年、12ch / 東映） - 虎谷社長
- 鞍馬天狗 第16回「影の如く」（1975年）
- 剣と風と子守唄 第1話「ひとり戦争」（1975年） - 青木孫太夫
- 長崎犯科帳 第5話「殺しの番号二・三・一」（1975年） - 和泉屋彦兵衛
- 第72話「腕白小僧の身代金」（1975年、NTV）-土門権十郎
- ザ★ゴリラ7 第9話「必殺! 青きドラゴン」（1975年）
- 破れ傘刀舟 悪人狩り 第50話「恐怖の脱獄者」（1975年） - 霞の黒兵衛
- 大江戸捜査網
  - 第87話「殺人依頼の謎」（1975年）
  - 第133話「闇夜に咲いた夫婦花」（1976年） - 幻の清兵衛
  - 第309話「暗躍! 幻の盗賊集団」（1977年） - 検校・明石宗達
  - 第364話「闇を裂く女賊の哀愁」（1978年） - 仁兵衛
- 新宿警察 第16話「理由なき殺人」（1975年） - 木原隆之助
- 十手無用 九丁堀事件帖 第26話「九丁堀ニセ者大作戦」（1976年） - 稲妻小僧
- 超神ビビューン 第33話「妖怪が自動車に? とばせビビューンカー!!」（1976年） - タクシー運転手（クルマコロガシ人間態）
- 夫婦旅日記 さらば浪人 第1話「雨あがる」（1976年） - 陣内
- 隠し目付参上 第21話「大検問! 現金輸送車は通れたか」（1976年） - 丈海
- 遠山の金さん 杉良太郎版 （NET/東映）
  - 第1シリーズ
    - 第8話「鬼火を消せ‼」（1976年）- 勘五郎
    - 第76話「誘拐身代二千両」（1977年）- 野中三九郎
    - 第89話「呼びとめた女」（1977年）-  浪人 大庭伝九郎

  - 第2シリーズ 第10話「この命 捧げます！」（1979年） - 藤次郎
- 桃太郎侍
  - 第2話「夢を集めて食う男」（1976年） - 居合抜きの浪人
  - 第48話「黒い鼠に数え唄」（1977年） - 土井平四郎
  - 第78話「すずめの目明し志願」（1978年） - 雲切丸
  - 第115話「つっぱりすぎた欲の皮」（1978年） - 美濃屋
  - 第157話「分家よろず養生指南」（1979年）　- 吉川頼母
- 江戸特捜指令
  - 第8話「轟く死の音! 恐怖のエレベーター」（1976年）
  - 第26話「大どんでん!隠し目付最後の戦い」（1977年）
- コードナンバー108 7人のリブ 第10話「黄金は欲望の輝き」（1976年）
- 新・座頭市
  - 第1シリーズ 第17話「母子道に灯がともる」（1977年） - 長五郎
  - 第2シリーズ 第6話「五本の長脇差」（1978年） - 鱗田の仁吉
- 岸辺のアルバム 第11話（1977年） - 雅江（哀愁）の父
- 大鉄人17 第16話「どこへ!? 消えた人 消えた町」〜第33話「ニヤリ! タイガー地獄の微笑」（1977年） - 怪僧ブラック・タイガー
- 新・木枯し紋次郎 第1話「霧雨に二度哭いた」（1977年） - 多兵衛
- 破れ奉行
  - 第1話「疾風！斬り捨て御免」（1977年） - 徳念
  - 第39話「さらば！深川奉行」（1977年） - 角右衛門
- 土曜ワイド劇場
  - 幽霊列車（1978年）
  - 猫が運んだ新聞（1979年）
  - 時効 一億円強奪! オニオコゼの追跡（1979年）
- 浮浪雲（1978年）
- 吉宗評判記 暴れん坊将軍
  - 第14話「黄金のからす札」（1978年） - 鬼参坊
  - 第41話「切腹!酒呑み代官」（1978年） - 荒川大四郎
  - 第125話「男の門出の燈篭流し」（1980年） - 野尻弾正
- 大追跡
  - 第17話「殺し屋」（1978年）
  - 第25話「横浜コネクション」（1978年）
- Gメン'75 第185話「津軽海峡を渡る片足の男」・第186話「青函連絡船の殺し屋」（1978年） - 内海貞人
- 大空港 第16話「特捜部対ヤクザ 女医三森亜矢子が敵の手に!」（1978年） - 源田組長
- 破れ新九郎 第4話「ここは地獄の一丁目」（1978年） - 金蔵
- 若さま侍捕物帳 第17話「参上! 子ども鼠」（1978年）
- 熱中時代 刑事編 第4話「泥棒夫婦まとめて御用」（1979年） - 中山
- ナショナルゴールデン劇場 / 天山先生 本日も多忙（1979年）
- 銀河テレビ小説 / 春の珍客（1979年）
- ザ・スーパーガール 第33話「人妻蒸発 裏切りの肌は燃えて」（1979年） - 中岡良平
- 探偵物語 第15話「脅迫者」（1979年） - 森岡社長
- 新五捕物帳 第63話「遠い春の親子花」（1979年）- 木戸番・藤助 / 野狐半蔵
- 騎馬奉行 第17話「大泥棒 赤猫の伊平」（1980年） - 赤猫の伊兵 / 大庄屋作左衛門（二役）
- 江戸の牙 第26話（最終回）「死斗 男たちの挽歌」（1980年） - 檜垣
- 木曜ゴールデンドラマ / 誘拐（1980年）
- ファミリードラマスペシャル / 天を走れ! 愛馬マックス（1980年9月29日）※最後の出演作品